# Griswoldia sibyna
Griswoldia sibyna är en spindelart som först beskrevs av Griswold 1991.  Griswoldia sibyna ingår i släktet Griswoldia och familjen Zoropsidae. Inga underarter finns listade i Catalogue of Life.